# Jules Romains

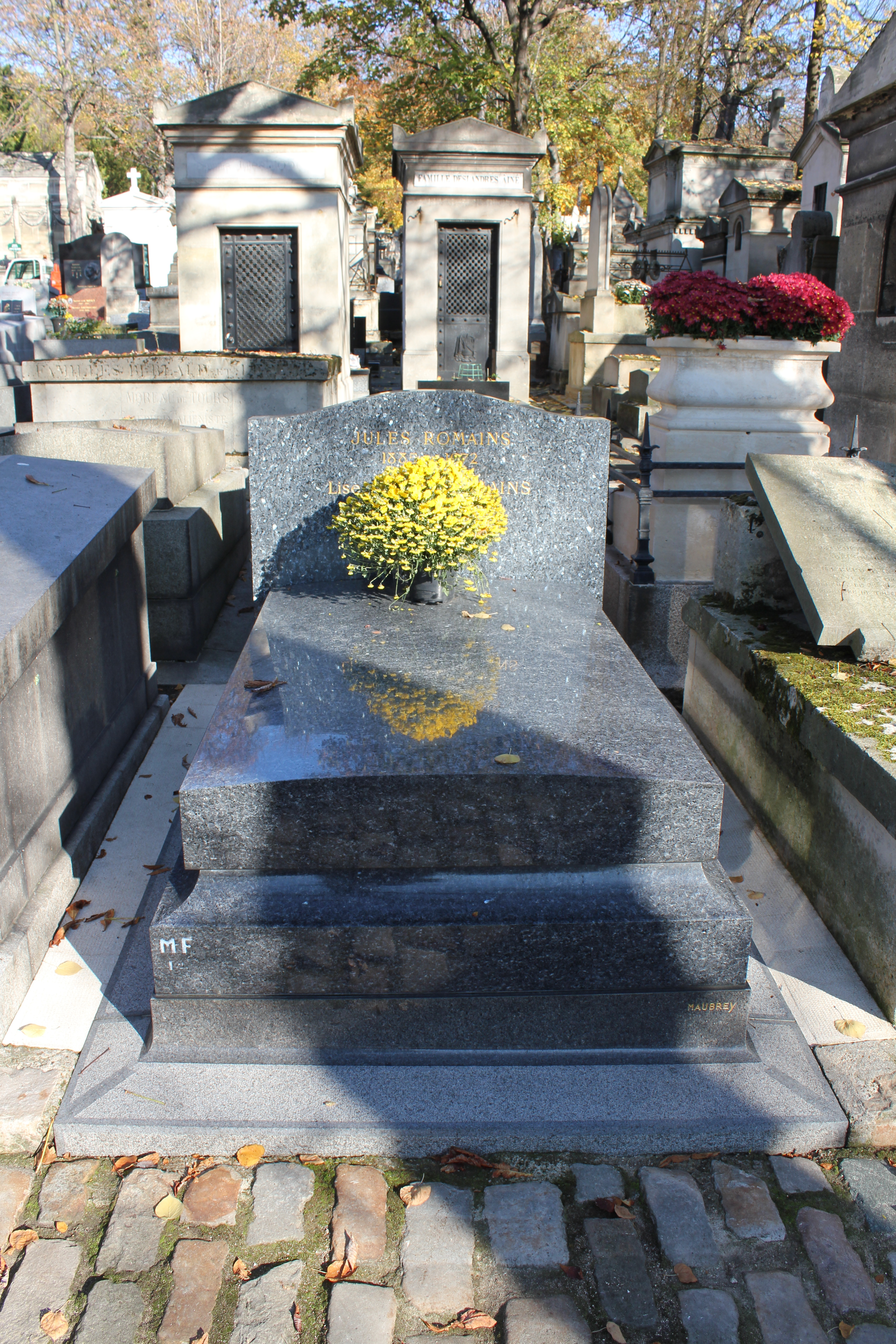
Hrob obou manželů v Paříži (Cimetière du Père-Lachaise)

Jules Romains, rodným jménem Louis Henri Jean Farigoule (26. srpna 1885, Saint-Julien-Chapteuil – 14. srpna 1972, Paříž) byl francouzský spisovatel a básník, představitel tzv. unanimismu. V mládí měl blízko k umělecké komuně Abbaye de Créteil. Za druhé světové války působil v USA, kde pracoval pro Hlas Ameriky, a posléze v Mexiku, kde spoluzakládal Institut Français d'Amérique Latine. V letech 1936-1941 byl prezidentem mezinárodního PEN klubu. Z jeho díla vyniká 28dílný cyklus románů Les Hommes de bonne volonté.
Je pochován spolu se svojí manželkou, Lise Dreyfus-Romains (1909 – 1997), na hřbitově 'Cimetière du Père-Lachaise' v Paříži.

### Cyklus Les Hommes de bonne volonté
- Le Six octobre (1932)
- Crime de Quinette (1932)
- Les Amours enfantines (1932)
- Éros de Paris (1932)
- Les Superbes (1933)
- Les Humbles (1933)
- Recherche d'une Église (1934)
- Province (1934)
- Montée des périls (1935)
- Les Pouvoirs (1935)
- Recours à l'abime (1936)
- Les Créateurs (1936)
- Mission à Rome (1937)
- Le Drapeau noir (1937)
- Prélude à Verdun (1938)
- Verdun (1938)
- Vorge contre Quinette (1939)
- La Douceur de la vie (1939)
- Cette grande lueur à l'Est (1941)
- Le Monde est ton aventure (1941)
- "Une vue des choses" (1941)
- Journées dans la montagne (1942)
- Les Travaux et les joies (1943)
- Naissance de la bande (1944)
- Comparutions (1944)
- Le Tapis magique (1946)
- Françoise (1946)
- Le Sept octobre (1946)

## Fotogalerie

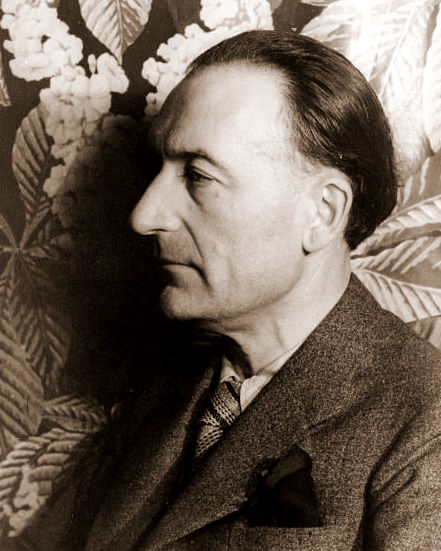
Jules Romains
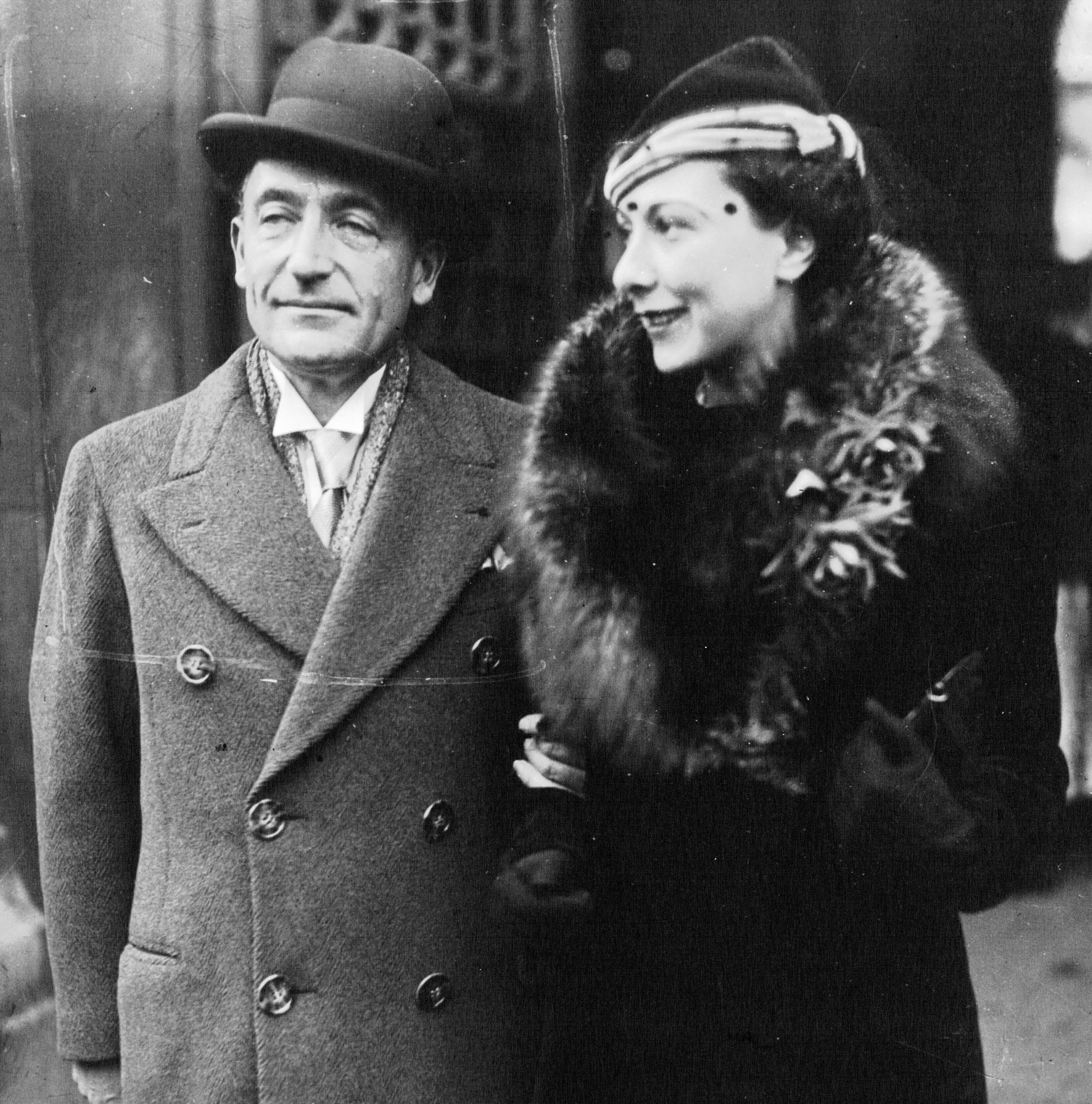
Jules Romains se svojí manželkou Lise Dreyfus-Romains (1909 – 1997) v 1936
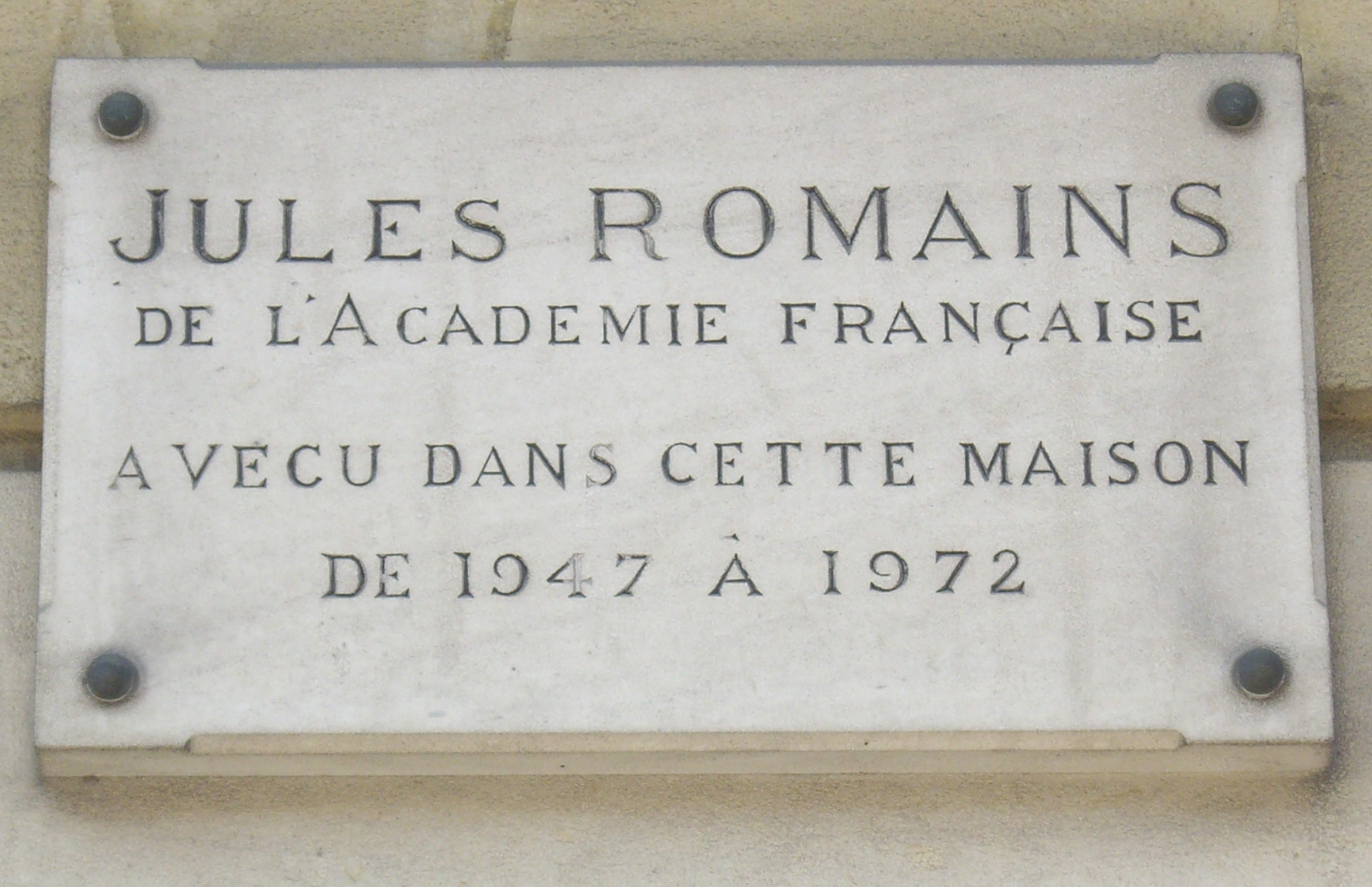
Pamětní deska v Paříži